# Finale de la Coupe des villes de foires 1964-1965
La finale de la Coupe des villes de foires 1964-1965 est la 7e finale de la Coupe des villes de foires. Ce match de football a lieu le 23 juin 1965 au Stadio Comunale de Turin, en Italie. Il s'agit de l'une des deux finales à ne pas se jouer sur deux confrontations.
Elle oppose l'équipe hongroise du Ferencváros TC aux Italiens de la Juventus. Le match se termine par une victoire des Budapestois sur le score de 1 but à 0, ce qui constitue leur unique sacre dans la compétition.

## Parcours des finalistes
Note : dans les résultats ci-dessous, le score du finaliste est toujours donné en premier (D : domicile ; E : extérieur).
| Ferencváros TC    | Ferencváros TC | Ferencváros TC | Ferencváros TC | Ferencváros TC |                     | Juventus FC                 | Juventus FC                 | Juventus FC                 | Juventus FC                 | Juventus FC                 |
| ----------------- | -------------- | -------------- | -------------- | -------------- | ------------------- | --------------------------- | --------------------------- | --------------------------- | --------------------------- | --------------------------- |
| Adversaire        | Total          | Aller          | Retour         | Appui          | Tour                | Adversaire                  | Total                       | Aller                       | Retour                      | Appui                       |
| Spartak Brno      | 2 - 1          | 2 - 0 (D)      | 0 - 1 (E)      |                | Premier tour        | Union Saint-Gilloise        | 2 - 0                       | 1 - 0 (E)                   | 1 - 0 (D)                   |                             |
| Wiener Sport-Club | 4 - 2          | 2 - 1 (D)      | 0 - 1 (E)      | 2 - 0          | Second tour         | Stade français              | 1 - 0                       | 0 - 0 (E)                   | 1 - 0 (D)                   |                             |
| AS Rome           | 3 - 1          | 2 - 1 (E)      | 1 - 0 (D)      |                | Huitièmes de finale | Lokomotiv Plovdiv           | 4 - 3                       | 1 - 1 (E)                   | 1 - 1 (D)                   | 2 - 1 ap                    |
| Athletic Bilbao   | 5 - 2          | 1 - 0 (D)      | 1 - 2 (E)      | 3 - 0          | Quarts de finale    | Qualifié par tirage au sort | Qualifié par tirage au sort | Qualifié par tirage au sort | Qualifié par tirage au sort | Qualifié par tirage au sort |
| Manchester United | 5 - 4          | 2 - 3 (E)      | 1 - 0 (D)      | 2 - 1          | Demi-finales        | Atlético Madrid             | 7 - 5                       | 1 - 3 (E)                   | 3 - 1 (D)                   | 3 - 1                       |

## Match

### Feuille de match
| Titulaires :    |                   |  |
|                 |                   |  |
| 1               | István Géczi      |  |
|                 | Dezső Novák       |  |
|                 | Laszlo Horvath    |  |
|                 | István Juhász     |  |
|                 | Sándor Mátrai     |  |
|                 | Pál Orosz         |  |
|                 | János Karába (hu) |  |
|                 | Zoltán Varga      |  |
|                 | Flórián Albert    |  |
|                 | Gyula Rákosi      |  |
|                 | Máté Fenyvesi     |  |
|                 |                   |  |
| Entraîneur :    |                   |  |
| József Mészáros |                   |  |

| Titulaires :      |                      |  |
|                   |                      |  |
| 1                 | Roberto Anzolin      |  |
|                   | Adolfo Gori          |  |
|                   | Ernesto Castano      |  |
|                   | Benito Sarti         |  |
|                   | Giancarlo Bercellino |  |
|                   | Gianfranco Leoncini  |  |
|                   | Gino Stacchini       |  |
|                   | Luis del Sol         |  |
|                   | Nestor Combin        |  |
|                   | Bruno Mazzia         |  |
|                   | Giampaolo Menichelli |  |
|                   |                      |  |
| Entraîneur :      |                      |  |
| Heriberto Herrera |                      |  |

| Titulaires :    |                   |  |
|                 |                   |  |
| 1               | István Géczi      |  |
|                 | Dezső Novák       |  |
|                 | Laszlo Horvath    |  |
|                 | István Juhász     |  |
|                 | Sándor Mátrai     |  |
|                 | Pál Orosz         |  |
|                 | János Karába (hu) |  |
|                 | Zoltán Varga      |  |
|                 | Flórián Albert    |  |
|                 | Gyula Rákosi      |  |
|                 | Máté Fenyvesi     |  |
|                 |                   |  |
| Entraîneur :    |                   |  |
| József Mészáros |                   |  |

| Titulaires :      |                      |  |
|                   |                      |  |
| 1                 | Roberto Anzolin      |  |
|                   | Adolfo Gori          |  |
|                   | Ernesto Castano      |  |
|                   | Benito Sarti         |  |
|                   | Giancarlo Bercellino |  |
|                   | Gianfranco Leoncini  |  |
|                   | Gino Stacchini       |  |
|                   | Luis del Sol         |  |
|                   | Nestor Combin        |  |
|                   | Bruno Mazzia         |  |
|                   | Giampaolo Menichelli |  |
|                   |                      |  |
| Entraîneur :      |                      |  |
| Heriberto Herrera |                      |  |